# Coenochilus sulcatus
Coenochilus sulcatus är en skalbaggsart som beskrevs av Hermann Rudolph Schaum 1841. Coenochilus sulcatus ingår i släktet Coenochilus och familjen Cetoniidae. Inga underarter finns listade i Catalogue of Life.